# Ян Чекановски
Ян Чекано̀вски (на полски: Jan Czekanowski) е полски антрополог, етнограф, статистик, пътешественик и езиковед, професор, преподавател и ръководител на Катедрата по етнология, както и ректор на Лвовския университет, ръководител на Катедрите по антропология на Познанския и Люблинския католически университет, основател Лвовската антропологическа школа, провежда антропологически проучвания в Централна Африка в състава на междудисциплинарната Германска централноафриканска експедиция (1907 – 1909), член на Полската академия на знанията и Полската академия на науките, член на тайната полска организация Национална лига, експерт към полската делегация на Парижката мирна конференция (1919 – 1920).

## Трудове
- Forschungen im Nil-Kongo. Zwischengebiet, tom I – IV (1911 – 17)
- Zarys metod statystycznych w zastosowaniu do antropologii (1913)
- Człowiek w czasie i przestrzeni (1927)
- Wstęp do historii Słowian. Perspektywy antropologiczne, etnograficzne, prehistoryczne i językoznawcze (1927)
- Zarys antropologii Polski (1930)